# はがくれ大賞典
はがくれ大賞典（はがくれだいしょうてん）は、佐賀県競馬組合が佐賀競馬場ダート2000mで施行する地方競馬の重賞競走である。正式名称は「佐賀県知事杯 はがくれ大賞典」。

## 概要
予算や日程の編成などが年度単位で進行する地方競馬で、「区切り」の時期でもある3月末に施行されるサラブレッド系古馬による重賞競走として、2001年にサマーチャンピオンのトライアル競走へと転じた吉野ヶ里記念と入れ替わる形で2004年に「スポニチ杯 はがくれ大賞典」の名称で新設された。
競走名の「はがくれ」とは佐賀藩（鍋島藩）で編纂された武士道を説く書物のことであり、2002年まで施行されていたアラブ系2歳馬の重賞競走の名称（はがくれ賞）としても長らく用いられていた。
競走名は2024年から「佐賀県知事杯 はがくれ大賞典」となっている。
距離は第1回より2000メートルで現在まで変わっていない。
出走条件は3月施行だが第1回よりサラブレッド系3歳以上である。また、2014年からは地方全国交流競走として施行されている。
負担重量は創設から2018年までは別定、2019年から2023年までは定量で、2024年からグレード別定である。

### 条件・賞金（2025年）
出走条件
サラブレッド系3歳以上。地方全国交流競走。
- 鏡山特別の優勝馬に優先出走権がある。

負担重量
グレード別定。3歳54kg、4歳以上56kg、牝馬2kg減を基本に、本年3月19日までのGI/JpnI競走勝ち馬は3kg、GII/JpnII勝ち馬は2kg、GIII/JpnIII勝ち馬は1kg、それぞれ負担増となる。
賞金額
1着1000万円、2着350万円、3着200万円、4着150万円、5着100万円、着外20万円。
副賞
佐賀県知事賞、佐賀県農業協同組合代表理事組合長賞、佐賀県馬主会会長賞、佐賀県競馬組合管理者賞。

## 歴代優勝馬
| 回数   | 施行日        | 優勝馬             | 性齢 | 所属 | タイム        | 優勝騎手   | 管理調教師 | 馬主       |
| ------ | ------------- | ------------------ | ---- | ---- | ------------- | ---------- | ---------- | ---------- |
| 第1回  | 2004年3月28日 | オペラキッス       | 牡4  | 佐賀 | 2:13.2        | 北村欣也   | 山田勇     | 石橋佐紀子 |
| 第2回  | 2005年3月27日 | オペラキッス       | 牡5  | 佐賀 | 2:12.5        | 北村欣也   | 山田勇     | 廣松金次   |
| 第3回  | 2006年3月26日 | オンユアマーク     | 牡8  | 佐賀 | 2:11.5        | 安東章     | 真島元徳   | 原久美子   |
| 第4回  | 2007年3月25日 | シルクメイジャー   | 牡6  | 佐賀 | 2:10.8        | 鮫島克也   | 吉田昭     | 渋谷忠一   |
| 第5回  | 2008年3月23日 | ワンパクメロ       | 牡5  | 佐賀 | 2:10.6        | 倉富隆一郎 | 川田孝好   | 野上ヤチ子 |
| 第6回  | 2009年3月15日 | アルカライズ       | 牡6  | 佐賀 | 2:10.2        | 山口勲     | 九日俊光   | 平田一雄   |
| 第7回  | 2010年3月14日 | アルカライズ       | 牡7  | 佐賀 | 2:11.3        | 山口勲     | 九日俊光   | 平田一雄   |
| 第8回  | 2011年3月13日 | マンオブパーサー   | 牡8  | 佐賀 | 2:08.4        | 山口勲     | 九日俊光   | 平田一雄   |
| 第9回  | 2012年3月11日 | フサイチオフトラ   | 牡8  | 佐賀 | 2:08.6        | 倉富隆一郎 | 川田孝好   | 髙野哲     |
| 第10回 | 2013年3月17日 | デュナメス         | 牡7  | 佐賀 | 2:10.0 (同着) | 南谷圭哉   | 土井道隆   | 南部明則   |
| 第10回 | 2013年3月17日 | レイズミーアップ   | 騸9  | 佐賀 | 2:10.0 (同着) | 真島正徳   | 真島元徳   | 平井裕     |
| 第11回 | 2014年3月16日 | エーシンクリアー   | 牡4  | 兵庫 | 2:12.2        | 田中学     | 橋本忠男   | 平井克彦   |
| 第12回 | 2015年3月15日 | エーシンクリアー   | 牡5  | 兵庫 | 2:11.2        | 田中学     | 橋本忠男   | 平井克彦   |
| 第13回 | 2016年3月13日 | サウスウインド     | 騸5  | 兵庫 | 2:07.3        | 赤岡修次   | 山口浩幸   | 山上和良   |
| 第14回 | 2017年3月12日 | コウザンゴールド   | 牡5  | 佐賀 | 2:11.7        | 鮫島克也   | 手島勝利   | 江頭數義   |
| 第15回 | 2018年3月11日 | エイシンニシパ     | 牡5  | 兵庫 | 2:07.9        | 田中学     | 橋本忠明   | 平井宏承   |
| 第16回 | 2019年3月10日 | エイシンニシパ     | 牡6  | 兵庫 | 2:09.2        | 吉村智洋   | 橋本忠明   | 平井宏承   |
| 第17回 | 2020年3月15日 | キングプライド     | 牡8  | 佐賀 | 2:09.2        | 川島拓     | 土井道隆   | 深川一清   |
| 第18回 | 2021年3月14日 | エイシンニシパ     | 牡8  | 兵庫 | 2:09.3        | 吉村智洋   | 橋本忠明   | 平井宏承   |
| 第19回 | 2022年3月27日 | エイシンニシパ     | 牡9  | 兵庫 | 2:08.8        | 吉村智洋   | 橋本忠明   | 平井宏承   |
| 第20回 | 2023年3月12日 | グリードパルフェ   | 牡7  | 高知 | 2:10.6        | 林謙佑     | 田中守     | 酒井孝敏   |
| 第21回 | 2024年3月24日 | セイカメテオポリス | 牡6  | 大井 | 2:08.5        | 吉原寛人   | 渡邉和雄   | 星加浩一   |
| 第22回 | 2025年3月30日 | シンメデージー     | 牡4  | 高知 | 2:08.8        | 吉原寛人   | 打越勇児   | 楠昌史     |

### 各回競走結果の出典
- はがくれ大賞典 歴代優勝馬 - 地方競馬全国協会
- JBISサーチ
  - 2004年、2005年、2006年、2007年、2008年、2009年、2010年、2011年、2012年、2013年、2014年、2015年、2016年、2017年、2018年、2019年、2020年、2021年、2022年、2023年、2024年、2025年